# Sergio Salvi
Sergio Salvi   (Florència, 3 de juliol de 1932 - 23 d'abril de 2023) fou un escriptor i poeta italià, teòric i historiador de les llengües d'Itàlia.

## Biografia
Va fundar la revista "Quartiere", també fou redactor dels "Protocolli" i "L'Oggidì" a "Letteratura", en la qual volia promoure la idea de la poesia com a "sistema científic", i durant els anys 1960 va compondre versos intensament simbòlics, plens de motius sensuals que rebutjaven l'adhesió a la realitat (Il vento di Firenze i Le croci di Cartesio). A partir dels anys 1970 també va compondre una novel·la experimental (L'oro del Rodano), però finalment es dedicà apassionadament a la defensa de les nacions sense estat d'Europa Occidental (Le nazioni proibite, 1973), on defensa l'existència de nacions europees que havien de ser descolonitzades, que eren Escòcia, Gal·les, Bretanya, Friül, Frísia, Cornualla, Occitània, Sardenya, Catalunya i Euskadi, mentre que segons ell Sicília i Còrsega formaven part de la nació italiana i Galícia de la nació portuguesa.
Potser influït per Antoni Simon i Mossa, també s'interessà per les minories lingüístiques italianes (Le lingue tagliate). També realitzà alguns estudis sobre la Toscana (Nascita della Toscana i L'identità toscana).
A partir dels anys 1990 es va ocupar sobre la temàtica de l'islam a l'antiga Unió Soviètica, reflectit amb l'assaig La mezzaluna con la stella rossa (1993). No obstant això, l'escàs coneixement de l'autor fora de l'àmbit dels estudiosos de les minories ètniques i nacionals, n'ha limitat la difusió i circulació. Va donar suport a l'independentisme de la Padània i el 1994 va rebre el guardó CIEMEN juntament amb Eliseu Climent.

## Obres
- Il vento di Firenze, Vallecchi, Firenze, 1960
- Le croci di Cartesio, Mondadori, Milano 1966
- L'oro del Rodano, Rizzoli, Milano, 1972
- Le nazioni proibite, Vallecchi, Firenze, 1973
- Le lingue tagliate, Rizzoli, Milano, 1975
- Patria e matria. Dalla Catalogna al Friuli, dal Paese Basco alla Sardegna: il principio di nazionalità nell'Europa occidentale contemporanea, Vallecchi, 1978
- La disUnione Sovietica. Guida alle nazioni della non Russia, Ponte alle Grazie, 1990
- La mezzaluna con la stella rossa. Origini, storia e destino dell'Islam sovietico, Marietti, 1993
- Tutte le Russie. Storia e cultura degli Stati europei della ex Unione Sovietica dalle origini a oggi, Ponte alle Grazie, 1994
- Breve storia della Cecenia, Giunti Editore, 1995
- La Cecenia e i paesi del Caucaso del nord, Insula Edizioni, 1996
- L'Italia non esiste, Camunia, 1996[4]
- Nascita della Toscana. Storia e storie della Marca di Tuscia, Le Lettere, 2001
- L'identità toscana. Popolo, territorio, istituzioni dal primo marchese all'ultimo granduca, Le Lettere, 2006
- Tutti i colori del calcio. Storia e araldica di una magnifica ossessione, Le Lettere, 2008
- "La lingua padana e i suoi dialetti" Arxivat 2016-03-03 a Wayback Machine.